# كاستل ريتالدي
كاستل ريتالدي (بالإيطالية: Castel Ritaldi)‏ هي بلدية في مقاطعة بيرودجا في إقليم أومبريا في إيطاليا.

## السكان
في سنة 1861 بلغ عدد السكان 1٬606 نسمة، وتطور العدد ليصل في سنة 2011 لـ 3٬319 نسمة.
يظهر هذا المخطط البياني تطور النمو السكاني لـ كاستل ريتالدي